# Wazuka (Kioto)
Wazuka (和束町 Wazuka-chō?) es un pueblo localizado en la prefectura de Kioto, Japón. En junio de 2019 tenía una población de 3.628 habitantes y una densidad de población de 55,9 personas por km². Su área total es de 64,93 km².

## Geografía

### Localidades circundantes
- Prefectura de Kioto
  - Kizugawa
  - Kasagi
  - Minamiyamashiro
  - Ujitawara
  - Ide
- Prefectura de Shiga
  - Kōka

## Demografía
Según datos del censo japonés, la población de Wazuka ha disminuido en los últimos años.
| Año del censo | Población |
| ------------- | --------- |
| 1995          | 5.921     |
| 2000          | 5.457     |
| 2005          | 4.998     |
| 2010          | 4.482     |
| 2015          | 3.956     |